# Amegilla brookiae
Amegilla brookiae là một loài Hymenoptera trong họ Apidae. Loài này được Bingham mô tả khoa học năm 1890.